# Радзивилл, Анна
Анна Радзивилл (1525—1600) — литовская аристократка из рода Радзивиллов, активная участница протестантского движения в Великом княжестве Литовском Речи Посполитой.

## Биография
Дочь подчашего великого литовского Яна Радзивилла и Анны Костевич, дочери воеводы витебского и подляского Януша Костевича. Унаследовала от своей матери вместе с двумя сестрами (Петронеллой, женой Станислава Довойны и Эльжбетой, женой Иеронима Сенявского) одно из крупнейших владений в Великом княжестве Литовском.
Около 1552 года вышла замуж за Станислава Кишку, витебского воеводу, одного из самых богатых магнатов Литвы. Он был сыном воеводы полоцкого Петра Кишки и Анны Елены Ильинич и внуком Великого гетмана Литовского Станислава Кишки и маршала Ежи Ильинича. Анна родила Станиславу двух сыновей — Яна Кишку и Станислава Кишку, а также дочь Анну. После смерти мужа в 1554 году ее сын унаследовал огромное состояние, которым она управляла, пока сын не достиг совершеннолетия. Поддерживала развитие городов и предпринимательство в своих имениях (в 1568 году предоставлены Райгруду права города).
Сначала, как и ее муж, была последовательницей кальвинизма, который пропагандировала в поместьях Кишек, изгоняя католическое духовенство и забирая их храмы. В 1558 году основала кальвинистскую церковь в Венгруве. После 1563 года основала кальвинистскую церковь в Соколуве. Около 1563 года стала ярой последовательницей унитаризма и пропагандисткой движения «польских братьев». Участвовала во многих синодах и в религиозной полемике. Сын, которого она вырастила в духе доктрины братьев-поляков, стал одним из известных пропагандистов унитаризма в Речи Посполитой. В 1570 году завещала свою землю королю Сигизмунду Августу.
В 1565 году выставила для литовского войска 328 всадников, из которых 260 гусары и 60 казаки, а также сто пятьдесят пехотинцев. В 1567 году из своих имений для литовского войска выставила 407 всадников и 160 пехотинцев.
В 1574 году вышла замуж за литовского магната Кристофа Садовского. В том же году произошло разделение имущества между Анной и сыновьями. Благодаря усилиям Анны и её второго мужа в городе Кедайняй начинают проводиться общие сеймы жмудских бояр, в 1588 году город получил привилей на торговлю, а 15 апреля 1590 король Сигизмунд III предоставил городу Магдебургское право.
Умерла в 1600 году.